# Maria de Navarra
Maria de Navarra (~1330 - València, 29 d'abril de 1347) fou infanta del regne de Navarra i reina consort de la Corona d'Aragó (1338-1347).

## Biografia
Era filla de Joana II de Navarra i Felip III Evreux, reis de Navarra. Era neta per línia paterna del rei Lluís X de França i Margarida de Borgonya, i per línia materna del comte Lluís d'Evreux i Margarida d'Artois. Fou germana del rei Carles II de Navarra.
Havia nascut a França on s'havia educat en un ambient cultural superior al que existia a la Navarra que regnaven els seus pares.

## Matrimoni
A fi d'aconseguir una aliança entre Navarra i Aragó davant les tensions que hi havia amb Castella, els seus pares varen pactar el casament de la seva germana Joana Evreux amb Pere el Cerimoniós, en aquell moment encara infant, però finalment Joana es va fer monja i va entrar a l'abadia de Longchamps. Això va fer canviar els plans i varen comprometre Maria amb Pere el 6 de gener de 1336, mitjançant unes capitulacions signades al castell d'Anet on s'estipulava una dot de 60.000 lliures de sanchetes a pagar pels navarresos al rei Pere i es fixava la residència de Maria a Tudela fins que no tingués dotze anys. El trasllat fins aquesta ciutat acompanyada del seu seguici va passar per Roncesvalls, Pamplona i Olite, i arribà a Tudela el 23 de maig de 1338.
El rei Pere havia preparat un seguit de regals de noces, entre els quals hi havia un corona, sis anells amb maragdes, robís i diamants, i un Llibre d'hores, obra de Ferrer Bassa. A més, li regalava les ciutats de Tarassona, Jaca i Terol amb les seves rendes, a més de 150.000 sous barcelonins anuals. Estava, però, amoïnat pel pagament de la dot que no arribava i que va haver-la d'acabar de pagar la reina Joana quan el rei Felip va morir el 1343.
S'havien de casar a Saragossa, però Maria es va trobar malament quan passava per Alagó durant el seu viatge i es va aturar. Pere, que ja havia acceptat diversos endarreriments en la data de la boda, va fer venir al bisbe de Châlons i el 25 de juliol de 1338 varen celebrar la cerimònia a Alagó (Senyoria d'Alagón), convertint-se Maria en la primera dona de les quatre que va tenir.

## Maria reina
La vida de Maria va estar marcada per la seva delicada salut i els constants viatges que es veia obligada a fer. A més, des que es va consumar el matrimoni, quan estava pactat, va tenir els fills de forma continuada fins que va morir, precisament, de part del seu darrer fill. A banda d'això, per l'inventari de propietats a la seva mort, se sap que havia adquirit diverses joies per ella i les seves filles a Berneç, considerat el millor orfebre de l'època a València.
Del matrimoni en naixeren quatre fills:
- la princesa Constança d'Aragó (1343-1363), casada el 1361 amb Frederic III de Sicília. Va néixer al monestir de Poblet, lloc on va haver d'aturar-se Maria, a causa del seu delicat estat, quan viatjava de València a Barcelona. Probablement, va tenir una salut delicada, com sa mare, ja que consten dos exvots lliurats a l'altar de santa Eulàlia i al monestir de Montserrat pregant per la seva curació.[6]
- la princesa Joana d'Aragó (Barcelona, 7 de novembre de 1344-1385),[7] casada el 1373 amb Joan I d'Empúries
- la princesa Maria d'Aragó (Perpinyà, 1345-1348)[7]
- el príncep Pere d'Aragó (València, 1347), va morir amb dies.[7]

Va morir de part del seu darrer fill el 29 d'abril de 1347 a València. Va ser enterrada al monestir de Sant Vicent de València i traslladada posteriorment al panteó del seu marit al Monestir de Poblet.

## Llegat
Havia fet testament el 9 d'abril de 1347, poc abans de morir, on manifestava que volia ser enterrada al monestir de Poblet, un desig que es va complir quan el rei Pere decidí, a la mort de la seva segona dona Elionor, convertir Poblet en el panteó dinàstic. Va deixar els seus drets i possessions sobre Navarra al seu fill (que va morir) i, en segon ordre, a les seves filles.
La corona d'or i pedres que li va regalar el rei, la va llegar al futur rei d'Aragó.
A la Biblioteca Marciana de Venècia es conserva el Llibre d'hores de la reina Maria de Navarra, obra de Ferrer Bassa.